# یول (موسیقی‌دان)
یول (به انگلیسی: yeule) نام پروژهٔ موسیقی خواننده و تهیه‌کنندهٔ موسیقی سنگاپوری نت چمیل (به انگلیسی: Nat Ćmiel) می‌باشد که در سال ۲۰۱۲ شکل گرفت. ترانه‌های وی عناصر سبک‌های امبینت، گلیچ و پست-پاپ آسیایی را در بر می‌گیرد. وی نام خود را از روی یکی از شخصیت‌های فاینال فانتزی به‌نام پادرا نسو-یول برداشته‌است.